# Kirill Konstantinowitsch Strelzow
Kirill Konstantinowitsch Strelzow (russisch Кирилл Константинович Стрельцов, englisch Kirill Streltsov; * 27. Februar 1996 in Moskau) ist ein russischer Biathlet. Er ist vierfacher Juniorenweltmeister, konnte die Gesamtwertung des IBU-Junior-Cup 2016/17 für sich entscheiden und startet seit 2020 sporadisch im Weltcup.

## Sportliche Laufbahn
Erstmals auf internationaler Ebene trat Kirill Strelzow bei den Jugendweltmeisterschaften 2014 in Erscheinung, konnte dort wegen vieler Schießfehler aber keine Medaille gewinnen. Mit den Weltmeisterschaften 2015 und den dortigen Siegen in Jugendsprint und -staffel begann die Erfolgsserie des Russen. Im Dezember 2015 schrieb er Geschichte, er konnte in Obertilliach den ersten jemals ausgetragenen Junior-Cup-Wettkampf für sich entscheiden. Trotz zweier nicht bestrittener Wettkämpfe war Strelzow in der Gesamtwertung hinter Dominic Reiter als Zweiter platziert, bei den Juniorenweltmeisterschaften war er mit Dmitri Schamajew, Wiktor Plizew und Nikita Porschnew erneut im Staffelrennen siegreich. Noch besser verlief die Saison 2016/17, Strelzow schloss jeden Wettkampf unter den besten Fünf ab, war bei zwei Rennen siegreich und entschied die Gesamtwertung klar für sich. Bei seinen letzten Juniorenweltmeisterschaften räumte der Russe zwei weitere Medaillen ab und durfte infolgedessen in Otepää erstmals IBU-Cup-Rennen bestreiten, in der Mixedstaffel schoss er allerdings am entscheidenden Anschlag eine Strafrunde und brachte sich somit um einen Podestplatz.
In den Wintern 2017/18 und 2018/19 bestritt Strelzow zusammengerechnet nur sechs Wettkämpfe, drang im Dezember 2018 in Martell mit einem neunten Platz im Sprint erstmals in die Top 10 vor. Mit Beginn der Saison 2019/20 fasste er schließlich auch im Seniorenbereich Fuß. Dank konstant guter Schießleistungen platzierte sich der Russe bis Mitte Januar in sieben Rennen unter den besten Zehn, wobei auch zwei Podestplätze heraussprangen. Dies brachte ihm auf der Pokljuka seinen ersten Weltcupeinsatz ein, wo er seinen Erwartungen mehr als gerecht wurde. Im Einzelwettkampf traf Strelzow alle 20 Scheiben und wurde 17., woraufhin er sich für den Massenstart qualifizierte, den er nach 19 getroffenen Scheiben auf ebendiesem Rang abschloss. Nach weiteren Erfolgen im IBU-Cup, darunter auch ein neunter Platz bei den Europameisterschaften, schloss er den Winter hinter Lucas Fratzscher und Endre Strømsheim als Dritter der Rangliste ab. Auch bei seinem zweiten Weltcupeinsatz Anfang 2021 in Oberhof klassierte sich Strelzow mit den Sprinträngen 27 und 29 klar in den Weltcuppunkten. Daraufhin bestritt er mit Matwei Jelissejew, Alexander Loginow und Eduard Latypow seine erste Weltcupstaffel, die er wegen eines schwachen Startes ins Hintertreffen brachte und am Ende noch Rang vier erreichte. Am Saisonende wurde der Russe in Nové Město na Moravě und Östersund weitere Male im Weltcup eingesetzt, konnte dort mit Platzierungen außerhalb der besten 60 aber nicht mehr überzeugen. Den Folgewinter begann er im IBU-Cup, musste aber kurz darauf aufgrund einer Erkältung pausieren und bestritt seitdem keine internationalen Rennen mehr.
Nach einem Jahr Pause nahm Strelzow im Winter 2022/23 am vom russischen Verband neu geschaffenen Commonwealth Cup teil. Dabei lief er konstant unter die besten 20, erzielte als Bestergebnis Rang fünf im Supersprint von Rjasan und belegte im Endklassement den 18. Platz. In der Saison 2023/24 klassierte er sich auf Endrang 14 und erreichte im Saisonverlauf zwei Top-10-Resultate. Eine weniger starke Saison 2024/25 endete für den Russen auf Rang 26 der Gesamtwertung mit einem fünften Platz im saisonschließenden Massenstart von Murmansk als Höhepunkt. Deutlich erfolgreicher war er bei den nationalen Meisterschaften, indem er vier Medaillen gewann, darunter Silber im Einzel und Gold mit der Mixedstaffel.

## Persönliches
Strelzow lernte an der Sportschule Jugend von Moskau und wurde seit Karrierebeginn von seiner Mutter Natalja Strelzowa trainiert. Seine Schwester Galina war bis 2019 Radrennfahrerin und repräsentierte die russische Nationalmannschaft.

## Statistiken

### Weltcupplatzierungen
Die Tabelle zeigt alle Platzierungen (je nach Austragungsjahr einschließlich Olympische Spiele und Weltmeisterschaften).
- 1.–3. Platz: Anzahl der Podiumsplatzierungen
- Top 10: Anzahl der Platzierungen unter den ersten zehn (einschließlich Podium)
- Punkteränge: Anzahl der Platzierungen innerhalb der Punkteränge (einschließlich Podium und Top 10)
- Starts: Anzahl gelaufener Rennen in der jeweiligen Disziplin
- Staffel: inklusive Mixed- und Single-Mixed-Staffeln

| Platzierung               | Einzel | Sprint | Verfolgung | Massenstart | Staffel | Gesamt |
| ------------------------- | ------ | ------ | ---------- | ----------- | ------- | ------ |
| 1. Platz                  |        |        |            |             |         |        |
| 2. Platz                  |        |        |            |             |         |        |
| 3. Platz                  |        |        |            |             |         |        |
| Top 10                    |        |        |            |             | 1       | 1      |
| Punkteränge               | 1      | 2      |            | 1           | 1       | 5      |
| Starts                    | 2      | 5      | 1          | 1           | 1       | 10     |
| Stand: Saisonende 2020/21 |        |        |            |             |         |        |

### Weltcupwertungen
Ergebnisse bei Weltcups (Disziplinen- und Gesamtweltcup) gemäß Punktesystem.
| Saison  | Einzel | Einzel | Sprint | Sprint | Verfolgung | Verfolgung | Massenstart | Massenstart | Gesamt | Gesamt |
| Saison  | Platz  | Punkte | Platz  | Punkte | Platz      | Punkte     | Platz       | Punkte      | Platz  | Punkte |
| ------- | ------ | ------ | ------ | ------ | ---------- | ---------- | ----------- | ----------- | ------ | ------ |
| 2019/20 | 37.    | 24     | –      | –      | –          | –          | 40.         | 22          | 62.    | 46     |
| 2020/21 | –      | –      | 58.    | 26     | –          | –          | –           | –           | 69.    | 26     |

### Jugend-/Juniorenweltmeisterschaften
Strelzow nahm bis 2015 an den Jugend-, ab 2016 an den Juniorenwettkämpfen teil.
| Weltmeisterschaften | Weltmeisterschaften | Einzelwettbewerbe | Einzelwettbewerbe | Einzelwettbewerbe | Herrenstaffel |
| Jahr                | Ort                 | Einzel            | Sprint            | Verfolgung        | Herrenstaffel |
| ------------------- | ------------------- | ----------------- | ----------------- | ----------------- | ------------- |
| 2014                | Presque Isle        | 17.               | 16.               | 6.                | –             |
| 2015                | Minsk               | 1.                | 8.                | 2.                | 1.            |
| 2016                | Cheile Grădiștei    | 17.               | 16.               | 14.               | 1.            |
| 2017                | Osrblie             | 6.                | 2.                | 4.                | 1.            |

### Junior-Cup-Siege
| Nr. | Datum         | Ort          | Disziplin |
| --- | ------------- | ------------ | --------- |
| 1.  | 12. Dez. 2015 | Obertilliach | Sprint    |
| 2.  | 10. Jan. 2016 | Lenzerheide  | Sprint    |
| 3.  | 17. Dez. 2016 | Hochfilzen   | Staffel 1 |
| 4.  | 28. Jan. 2017 | Pokljuka     | Sprint    |